# Mausolée de Shah Rukn-e-Alam
 (septembre 2024).
Le  Mausolée de Shah Rukn-e-Alam est un édifice de la dynastie des Tughlûq, située à Multan, dans le Pendjab au Pakistan. Il fut construit pour le saint soufi Shah Rukn-e-Alam par Ghiyath al-Din Tughlûq, le premier sultant de Dehli Tughlûq.

## Référence
- (en) K. Mumtaz, Architecture in Pakistan, Mimar Book, Butterworth Architecture, 1985, PP.45-46.